# CABP4
CABP4 (англ. Calcium binding protein 4) – білок, який кодується однойменним геном, розташованим у людей на 11-й хромосомі. Довжина поліпептидного ланцюга білка становить 275 амінокислот, а молекулярна маса — 30 433.
| 10         |  | 20         |  | 30         |  | 40         |  | 50         |
| ---------- |  | ---------- |  | ---------- |  | ---------- |  | ---------- |
| MTTEQARGQQ |  | GPNLAIGRQK |  | PPAGVVTPKS |  | DAEEPPLTRK |  | RSKKERGLRG |
| SRKRTGSSGE |  | QTGPEAPGSS |  | NNPPSTGEGP |  | AGAPPASPGP |  | ASSRQSHRHR |
| PDSLHDAAQR |  | TYGPLLNRVF |  | GKDRELGPEE |  | LDELQAAFEE |  | FDTDRDGYIS |
| HRELGDCMRT |  | LGYMPTEMEL |  | LEVSQHIKMR |  | MGGRVDFEEF |  | VELIGPKLRE |
| ETAHMLGVRE |  | LRIAFREFDR |  | DRDGRITVAE |  | LREAVPALLG |  | EPLAGPELDE |
| MLREVDLNGD |  | GTVDFDEFVM |  | MLSRH      |  |            |  |            |

A: Аланін

C: Цистеїн

D: Аспарагінова кислота

E: Глутамінова кислота

F: Фенілаланін

G: Гліцин

H: Гістидин

I: Ізолейцин

K: Лізин

L: Лейцин

M: Метіонін

N: Аспарагін

P: Пролін

Q: Глутамін

R: Аргінін

S: Серин

T: Треонін

V: Валін

Кодований геном білок за функцією належить до фосфопротеїнів. 
Задіяний у такому біологічному процесі, як альтернативний сплайсинг. 
Білок має сайт для зв'язування з іонами металів, іоном кальцію. 
Локалізований у цитоплазмі.